# Real Expresso
A Real Expresso é uma empresa de transportes rodoviários fundada no ano de 1973 na cidade de Uberlândia, Minas Gerais. Sua sede atualmente se encontra em Brasília. É pertencente ao Grupo Guanabara desde 2009.
A empresa começou inicialmente em 1953 como uma rede de venda de veículos e autopeças (sob o nome Real Autopeças) no Triângulo Mineiro e só se tornou viação no ano de 1973 (mudando seu nome para o atual, Real Expresso).
Atende diversas localidades no Sul, Sudeste, Centro-Oeste e algumas cidades do Estado da Bahia e Tocantins. É uma das empresas de transporte mais tradicionais do Brasil, transportando, em média 1,6 milhão de passageiros por mês.

## História
No ano de 1953, é criada a Real Autopeças na cidade mineira de Uberlândia. Inicialmente a nova empresa atuava no mercado de venda de veículos e peças automobilísticas nas cidades do Triângulo Mineiro.
Vinte anos mais tarde, a empresa muda seu nome para Real Expresso, começando a se dedicar no transporte de passageiros. Com seu rápido crescimento, a Real Expresso mudou-se para Brasília no ano de 1981, o que possibilitou a empresa a atuar mais fortemente no Centro-Oeste do país. Posteriormente a empresa também passou a se destacar nas regiões Sul e Sudeste do Brasil numa época marcada pelo desenvolvimento rural do país.
Ainda na década de 1980, a viação foi a primeira empresa a equipar seus veículos com cintos de segurança em todas as poltronas. Nesse período a Real Expresso também passou a investir fortemente em tecnologia ao instalar em seus ônibus sistemas de monitoramento como o rastreamento de veículos por GPS (o sistema bluebird, uma espécie de “caixa-preta” do veículo).
No ano de 1990, empresa passa a utilizar de maneira inteligente sua água na lavagem de seus veículos adotando programas de reaproveitamento de água, o que na época ajudou a viação a economizar 28 mil litros por dia. Nessa mesma época, a Real Expresso passou a instalar em suas garagens cabines separadoras de resíduos poluentes, modernizando cada vez mais seus veículos. Em 1997, a Real Expresso foi a primeira empresa brasileira no ramo de transporte rodoviário a obter a certificação ISO 9000, sendo recertificada anualmente. Junto a isso, é lançado o "Camabus": ônibus com poltronas que reclinam 180 graus.
Em 2009, a empresa passou integrar-se com o Grupo Guanabara pertencente ao empresário paraense Jacob Barata. Em 2014, a Real Expresso inaugurou sua Sala Vip no Terminal Rodoviário Tietê em São Paulo que atualmente atende clientes da empresa e de outras empresas do grupo. Integra o chamado Consórcio Federal ao lado das irmãs de grupo Rápido Federal e Brisa em operações conjuntas nos trechos onde atua.
Em 2022, a empresa iniciou junto com as outras irmãs do grupo um processo gradual de unificação e integração das marcas que compõem o mesmo para as operações sob uma única marca que deve levar em cerca de dois anos.